# 維利亞里卡火山

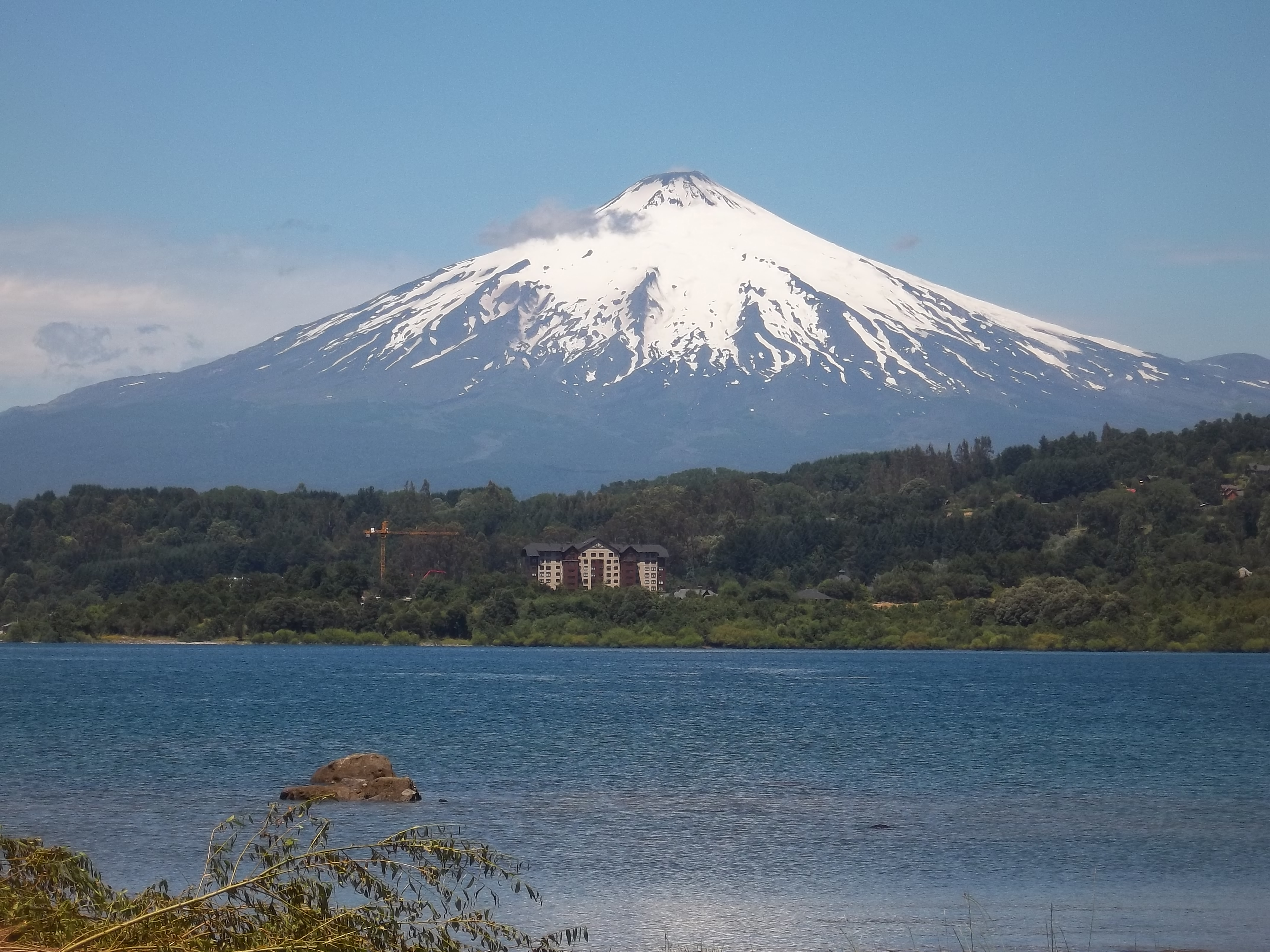

39°25′S 71°56′W / 39.42°S 71.93°W
維利亞里卡火山（西班牙語：Volcán Villarrica）是智利南部的火山，屬於安第斯山脈的一部分，海拔高度2,847米，最近一次火山噴發在2015年3月3日發生，人類在1883年首次成功登頂。

## 外部連結
- Satellite photo of Villarrica Volcano （页面存档备份，存于）
- Villarrica Volcano info on SummitPost.com （页面存档备份，存于）
- top of the volcano ... （页面存档备份，存于）
- Villarrica Volcano Visual Observation Project （页面存档备份，存于）